# Thomas J. M. Schopf
Thomas Joseph Morton Schopf (* 26. August 1939 in Urbana (Illinois); † 18. März 1984) war ein US-amerikanischer Paläontologe.
Schopf studierte am Oberlin College (Bachelor 1960) und wurde 1964 in Paläontologie an der Ohio State University promoviert, als er dort Assistent am Orton Museum war. Als Post-Doktorand forschte er bis 1967 am Marine Biological Laboratory in Woods Hole. 1967 wurde er Assistant Professor und 1969 Associate Professor für Paläontologie und Ozeanographie an der Lehigh University. Ab 1978 war er Professor für Paläobiologie an der University of Chicago und war dort am Field Museum of Natural History. Er war Gastwissenschaftler am Caltech und Gastprofessor an der Universität Hamburg.
Schopf übertrug Konzepte der modernen Populationsbiologie auf die Paläobiologie.
Er war 1974 Gründer (mit Ralph Gordon Johnson) und Herausgeber der Zeitschrift Palaeobiology. Er war Guggenheim Fellow. 1976 erhielt er den Charles Schuchert Award.
Er war der Bruder von J. William Schopf.

## Schriften (Auswahl)
- Paleoceanography. Harvard University Press, 1980.
- Models in Paleobiology. Freeman 1972. – als Herausgeber
- Conodonts of the Trenton group (Ordovician) in New York, Southern Ontario, and Quebec. University of the State of New York, Albany 1966.